# Karlsruher Sport-Club Mühlburg-Phönix 2010-2011
Questa voce raccoglie le informazioni riguardanti lo  Karlsruher Sport-Club Mühlburg-Phönix  nelle competizioni ufficiali della stagione calcistica 2010-2011.

## Stagione
Nella stagione 2010-2011 il Karlsruhe, allenato da Rainer Scharinger, concluse il campionato di 2. Bundesliga al 15º posto. In coppa di Germania il Karlsruhe fu eliminato al primo turno dall'Ingolstadt 04.

## Rosa
| N. |                        | Ruolo | Calciatore         |
| -- | ---------------------- | ----- | ------------------ |
| 37 | Germania (bandiera)    | P     | Mathias Moritz     |
| 29 | Germania (bandiera)    | P     | Kristian Nicht     |
| 32 | Stati Uniti (bandiera) | P     | Luis Robles        |
| 5  | Germania (bandiera)    | D     | Christian Demirtas |
| 45 | Rep. Ceca (bandiera)   | D     | Martin Hudec       |
| 28 | Germania (bandiera)    | D     | Thomas Konrad      |
| 23 | Germania (bandiera)    | D     | Matthias Langkamp  |
| 24 | Germania (bandiera)    | D     | Sebastian Langkamp |
| 46 | Germania (bandiera)    | D     | Maximilian Mosch   |
| 3  | Germania (bandiera)    | D     | Stefan Müller      |
| 11 | Germania (bandiera)    | D     | Andreas Schäfer    |
| 33 | Germania (bandiera)    | D     | Thorben Stadler    |
| 42 | Svizzera (bandiera)    | D     | Kiliann Witschi    |
| 4  | Ghana (bandiera)       | C     | Godfried Aduobe    |
| 13 | Germania (bandiera)    | C     | Matthias Cuntz     |
| 22 | Germania (bandiera)    | C     | Marco Engelhardt   |
| 43 | Germania (bandiera)    | C     | Pascal Groß        |
| 38 | Germania (bandiera)    | C     | Patrick Haag       |
| 34 | Germania (bandiera)    | C     | Timo Kern          |
| 21 | Francia (bandiera)     | C     | Gaetan Krebs       |

| N. |                                 | Ruolo | Calciatore           |
| -- | ------------------------------- | ----- | -------------------- |
| 8  | Germania (bandiera)             | C     | Michael Mutzel       |
| 10 | Germania (bandiera)             | C     | Massimilian Porcello |
| 6  | Germania (bandiera)             | C     | Stefan Riess         |
| 26 | Germania (bandiera)             | C     | Lukas Rupp           |
| 30 | Germania (bandiera)             | C     | Ole Schröder         |
| 17 | Germania (bandiera)             | C     | Timo Staffeldt       |
| 2  | Germania (bandiera)             | C     | Matthias Zimmermann  |
| 19 | Turchia (bandiera)              | A     | Serhat Akın          |
| 16 | Germania (bandiera)             | A     | Christopher Bieber   |
| 39 | Sudafrica (bandiera)            | A     | Delron Buckley       |
| 18 | Nigeria (bandiera)              | A     | Macauley Chrisantus  |
| 40 | Romania (bandiera)              | A     | Andrei Cristea       |
| 27 | Germania (bandiera)             | A     | Patrick Dulleck      |
| 9  | Georgia (bandiera)              | A     | Aleksandr Iashvili   |
| 35 | Germania (bandiera)             | A     | Christopher Nguyen   |
| 41 | Bosnia ed Erzegovina (bandiera) | A     | Denis Omerbegović    |
| 44 | Germania (bandiera)             | A     | Marco Terrazzino     |
| 7  | Germania (bandiera)             | A     | Christian Timm       |
| 36 | Germania (bandiera)             | A     | Andreas Voglsammer   |
| 20 | Germania (bandiera)             | A     | Simon Zoller         |

## Organigramma societario
Area tecnica
- Allenatore: Rainer Scharinger
- Allenatore in seconda: Karl-Heinz Emig
- Preparatore dei portieri: Peter Gadinger
- Preparatori atletici:

## Risultati

### 2. Bundesliga

#### Girone di andata
| Arbitro: | Winkmann |

|                                                |           |          |
| Nehrig 16’ Schahin 24’ Onuegbu 75’ Schröck 89’ | Marcatori | 59’ Fink |

| Arbitro: | Schalk |

|                                  |           |  |
| Staffeldt 7’ Chrisantus 17’, 34’ | Marcatori |  |

| Arbitro: | Steuer |

|                                                    |           |                                                               |
| Petersen 1’, 70’ Kruska 16’ Shao 66’ Reimerink 73’ | Marcatori | 26’ Chrisantus 29’ Mutzel 34’ Fink 40’ Iashvili 55’ Staffeldt |

| Arbitro: | Steinhaus |

|                                         |           |              |
| Brückner 28’ (aut.) Iashvili 90’ (rig.) | Marcatori | 37’ Kapllani |

| Arbitro: | Wingenbach |

|                                                     |           |  |
| Ramos 1’ Rukavytsya 23’ Domovčijski 54’ Raffael 77’ | Marcatori |  |

| Arbitro: | Seemann |

|  |           |                            |
|  | Marcatori | 54’ Wunderlich 74’ N'Diaye |

| Arbitro: | Fischer |

|             |           |          |
| Hofmann 53’ | Marcatori | 80’ Fink |

| Arbitro: | Grudzinski |

|  |           |                    |
|  | Marcatori | 24’ Jong 26’ Yahia |

| Arbitro: | Meyer |

|                                |           |  |
| Baljak 10’ Koch 61’ Yılmaz 77’ | Marcatori |  |

| Arbitro: | Schößling |

|                         |           |                                    |
| Iashvili 58’ Müller 63’ | Marcatori | 40’, 60’ Lauth 55’ Bülow 80’ Stahl |

| Osnabrück 8 novembre 2010, ore 20:15 CET 11ª giornata | Osnabrück  | 0 – 0 referto | Karlsruhe | Osnatel Arena (12 400 spett.)\| Arbitro: \| Wingenbach \| |
| Arbitro:                                              | Wingenbach |               |           |                                                           |

| Arbitro: | Metzen |

|              |           |           |
| Iashvili 67’ | Marcatori | 5’ Hensel |

| Arbitro: | Kinhöfer |

|                                |           |          |
| Werner 38’ Oehrl 83’ Thurk 86’ | Marcatori | 52’ Rupp |

| Arbitro: | Kempter |

|                                                     |           |  |
| Staffeldt 2’ Chrisantus 47’ Zimmermann 65’ Rupp 90’ | Marcatori |  |

| Arbitro: | Schalk |

|           |           |  |
| Rösler 8’ | Marcatori |  |

| Arbitro: | Thielert |

|               |           |  |
| Staffeldt 27’ | Marcatori |  |

| Arbitro: | Fritz |

|                                      |           |              |
| Müller 62’ (aut.) Savran 78’ Ede 90’ | Marcatori | 24’ Langkamp |

#### Girone di ritorno
| Arbitro: | Seemann |

|                     |           |            |
| Iashvili 77’ (rig.) | Marcatori | 46’ Müller |

| Arbitro: | Leicher |

|                                         |           |                         |
| Stieber 5’ Auer 22’ Arslan 26’ Radu 89’ | Marcatori | 19’ Staffeldt 65’ Krebs |

| Arbitro: | Dingert |

|            |           |  |
| Buckley 8’ | Marcatori |  |

| Arbitro: | Rafati |

|                                            |           |  |
| Krösche 53’ (rig.) Brandy 74’ Brückner 87’ | Marcatori |  |

| Arbitro: | Wingenbach |

|                  |           |                                                |
| Cristea 41’, 83’ | Marcatori | 47’, 62’, 66’ Raffael 73’, 88’ Ramos 90’ Ronny |

| Arbitro: | Steuer |

|             |           |                      |
| Mölders 19’ | Marcatori | 11’ Groß 82’ Stadler |

| Arbitro: | Bandurski |

|             |           |                                            |
| Cristea 89’ | Marcatori | 5’, 53’ (rig.) Leitl 38’ Caiuby 80’ Buddle |

| Arbitro: | Metzen |

|          |           |                |
| Jong 84’ | Marcatori | 77’ Chrisantus |

| Arbitro: | Schalk |

|                                            |           |            |
| Cristea 18’ Iashvili 24’ (rig.) Müller 86’ | Marcatori | 72’ Šukalo |

| Arbitro: | Osmers |

|                                                |           |              |
| Volland 8’, 68’ Bülow 21’ Halfar 35’ Lauth 77’ | Marcatori | 79’ Iashvili |

| Arbitro: | Stieler |

|                            |           |                           |
| Chrisantus 5’ Langkamp 90’ | Marcatori | 33’ Kastrati 84’ Andersen |

| Arbitro: | Dankert |

|               |           |                |
| Klingbeil 76’ | Marcatori | 37’ Terrazzino |

| Arbitro: | Rafati |

|  |           |            |
|  | Marcatori | 28’ Werner |

| Arbitro: | Steinhaus |

|                    |           |               |
| Terranova 28’, 64’ | Marcatori | 6’ Chrisantus |

| Arbitro: | Christ |

|                             |           |                     |
| Chrisantus 28’ Langkamp 32’ | Marcatori | 82’ Bröker 89’ Ilsø |

| Arbitro: | Metzen |

|                         |           |          |
| Berisha 27’ Vidošić 74’ | Marcatori | 89’ Rupp |

| Arbitro: | Stark |

|                             |           |                             |
| Cristea 3’, 60’ Buckley 31’ | Marcatori | 15’ Mosquera 86’ Mattuschka |

### Coppa di Germania
| Arbitro: | Christ |

|                        |           |  |
| Leitl 25’ Hartmann 71’ | Marcatori |  |

## Statistiche

### Statistiche di squadra
| Competizione      | Punti | In casa | In casa | In casa | In casa | In casa | In casa | In trasferta | In trasferta | In trasferta | In trasferta | In trasferta | In trasferta | Totale | Totale | Totale | Totale | Totale | Totale | DR  |
| Competizione      | Punti | G       | V       | N       | P       | Gf      | Gs      | G            | V            | N            | P            | Gf           | Gs           | G      | V      | N      | P      | Gf     | Gs     | DR  |
| ----------------- | ----- | ------- | ------- | ------- | ------- | ------- | ------- | ------------ | ------------ | ------------ | ------------ | ------------ | ------------ | ------ | ------ | ------ | ------ | ------ | ------ | --- |
| 2. Bundesliga     | 33    | 17      | 7       | 4       | 6       | 28      | 29      | 17           | 1            | 5            | 11           | 18           | 43           | 34     | 8      | 9      | 17     | 46     | 72     | -26 |
| Coppa di Germania | -     | 0       | 0       | 0       | 0       | 0       | 0       | 1            | 0            | 0            | 1            | 0            | 2            | 1      | 0      | 0      | 1      | 0      | 2      | -2  |
| Totale            | -     | 17      | 7       | 4       | 6       | 28      | 29      | 18           | 1            | 5            | 12           | 18           | 45           | 35     | 8      | 9      | 18     | 46     | 74     | -28 |

### Andamento in campionato
| Giornata  | 1  | 2 | 3 | 4 | 5 | 6  | 7  | 8  | 9  | 10 | 11 | 12 | 13 | 14 | 15 | 16 | 17 | 18 | 19 | 20 | 21 | 22 | 23 | 24 | 25 | 26 | 27 | 28 | 29 | 30 | 31 | 32 | 33 | 34 |
| --------- | -- | - | - | - | - | -- | -- | -- | -- | -- | -- | -- | -- | -- | -- | -- | -- | -- | -- | -- | -- | -- | -- | -- | -- | -- | -- | -- | -- | -- | -- | -- | -- | -- |
| Luogo     | T  | C | T | C | T | C  | T  | C  | T  | C  | T  | C  | T  | C  | T  | C  | T  | C  | T  | C  | T  | C  | T  | C  | T  | C  | T  | C  | T  | C  | T  | C  | T  | C  |
| Risultato | P  | V | N | V | P | P  | N  | P  | P  | P  | N  | N  | P  | V  | P  | V  | P  | N  | P  | V  | P  | P  | V  | P  | N  | V  | P  | N  | N  | P  | P  | N  | P  | V  |
| Posizione | 15 | 7 | 9 | 8 | 9 | 13 | 12 | 12 | 14 | 16 | 16 | 16 | 16 | 16 | 16 | 15 | 16 | 16 | 16 | 15 | 15 | 16 | 15 | 16 | 16 | 14 | 15 | 15 | 15 | 15 | 15 | 15 | 15 | 15 |

Legenda:

Luogo: C = Casa; T = Trasferta. Risultato: V = Vittoria; N = Pareggio; P = Sconfitta.

### Statistiche dei giocatori
| Giocatore      | 2. Bundesliga | 2. Bundesliga | 2. Bundesliga | 2. Bundesliga | Coppa di Germania | Coppa di Germania | Coppa di Germania | Coppa di Germania | Totale   | Totale | Totale      | Totale     |
| Giocatore      | Presenze      | Reti          | Ammonizioni   | Espulsioni    | Presenze          | Reti              | Ammonizioni       | Espulsioni        | Presenze | Reti   | Ammonizioni | Espulsioni |
| -------------- | ------------- | ------------- | ------------- | ------------- | ----------------- | ----------------- | ----------------- | ----------------- | -------- | ------ | ----------- | ---------- |
| M. Moritz      | -             | -             | -             | -             | -                 | -                 | -                 | -                 | -        | -      | -           | -          |
| K. Nicht       | 12            | 0             | 0             | 0             | 1                 | 0                 | 0                 | 0                 | 13       | 0      | 0           | 0          |
| L. Robles      | 23            | 0             | 2             | 0             | -                 | -                 | -                 | -                 | 23       | 0      | 2           | 0          |
| C. Demirtas    | 5             | 0             | 1             | 0             | 1                 | 0                 | 0                 | 0                 | 6        | 0      | 1           | 0          |
| M. Hudec       | 2             | 0             | 0             | 0             | -                 | -                 | -                 | -                 | 2        | 0      | 0           | 0          |
| T. Konrad      | 2             | 0             | 0             | 0             | -                 | -                 | -                 | -                 | 2        | 0      | 0           | 0          |
| M. Langkamp    | 25            | 2             | 7             | 1             | -                 | -                 | -                 | -                 | 25       | 2      | 7           | 1          |
| S. Langkamp    | 22            | 1             | 4             | 0             | 1                 | 0                 | 1                 | 0                 | 23       | 1      | 5           | 0          |
| M. Mosch       | 1             | 0             | 0             | 0             | -                 | -                 | -                 | -                 | 1        | 0      | 0           | 0          |
| S. Müller      | 23            | 2             | 3             | 0             | 1                 | 0                 | 0                 | 0                 | 24       | 2      | 3           | 0          |
| A. Schäfer     | 29            | 0             | 3             | 0             | 1                 | 0                 | 0                 | 0                 | 30       | 0      | 3           | 0          |
| T. Stadler     | 5             | 1             | 0             | 0             | -                 | -                 | -                 | -                 | 5        | 1      | 0           | 0          |
| K. Witschi     | 5             | 0             | 1             | 0             | -                 | -                 | -                 | -                 | 5        | 0      | 1           | 0          |
| G. Aduobe      | 18            | 0             | 1             | 0             | -                 | -                 | -                 | -                 | 18       | 0      | 1           | 0          |
| M. Cuntz       | 1             | 0             | 0             | 0             | -                 | -                 | -                 | -                 | 1        | 0      | 0           | 0          |
| M. Engelhardt  | 8             | 0             | 5             | 0             | 1                 | 0                 | 0                 | 0                 | 9        | 0      | 5           | 0          |
| P. Groß        | 3             | 1             | 1             | 0             | -                 | -                 | -                 | -                 | 3        | 1      | 1           | 0          |
| P. Haag        | -             | -             | -             | -             | -                 | -                 | -                 | -                 | -        | -      | -           | -          |
| T. Kern        | 1             | 0             | 0             | 0             | -                 | -                 | -                 | -                 | 1        | 0      | 0           | 0          |
| G. Krebs       | 16            | 1             | 1             | 0             | 1                 | 0                 | 0                 | 0                 | 17       | 1      | 1           | 0          |
| M. Mutzel      | 25            | 1             | 9             | 0             | -                 | -                 | -                 | -                 | 25       | 1      | 9           | 0          |
| M. Porcello    | 6             | 0             | 0             | 0             | -                 | -                 | -                 | -                 | 6        | 0      | 0           | 0          |
| S. Riess       | 1             | 0             | 0             | 0             | -                 | -                 | -                 | -                 | 1        | 0      | 0           | 0          |
| L. Rupp        | 24            | 3             | 3             | 0             | -                 | -                 | -                 | -                 | 24       | 3      | 3           | 0          |
| O. Schröder    | 6             | 0             | 1             | 0             | -                 | -                 | -                 | -                 | 6        | 0      | 1           | 0          |
| T. Staffeldt   | 30            | 5             | 5             | 0             | 1                 | 0                 | 0                 | 0                 | 31       | 5      | 5           | 0          |
| M. Zimmermann  | 33            | 1             | 3             | 0             | 1                 | 0                 | 0                 | 0                 | 34       | 1      | 3           | 0          |
| S. Akın        | 10            | 0             | 1             | 0             | -                 | -                 | -                 | -                 | 10       | 0      | 1           | 0          |
| C. Bieber      | -             | -             | -             | -             | 1                 | 0                 | 0                 | 0                 | 1        | 0      | 0           | 0          |
| D. Buckley     | 17            | 2             | 1             | 0             | -                 | -                 | -                 | -                 | 17       | 2      | 1           | 0          |
| M. Chrisantus  | 22            | 8             | 0             | 0             | -                 | -                 | -                 | -                 | 22       | 8      | 0           | 0          |
| A. Cristea     | 11            | 6             | 1             | 0             | -                 | -                 | -                 | -                 | 11       | 6      | 1           | 0          |
| P. Dulleck     | 4             | 0             | 0             | 0             | -                 | -                 | -                 | -                 | 4        | 0      | 0           | 0          |
| A. Iashvili    | 31            | 7             | 11            | 0             | 1                 | 0                 | 0                 | 0                 | 32       | 7      | 11          | 0          |
| C. Nguyen      | 7             | 0             | 0             | 0             | 1                 | 0                 | 0                 | 0                 | 8        | 0      | 0           | 0          |
| D. Omerbegović | 2             | 0             | 0             | 0             | -                 | -                 | -                 | -                 | 2        | 0      | 0           | 0          |
| M. Terrazzino  | 11            | 1             | 1             | 0             | -                 | -                 | -                 | -                 | 11       | 1      | 1           | 0          |
| C. Timm        | 9             | 0             | 1             | 0             | -                 | -                 | -                 | -                 | 9        | 0      | 1           | 0          |
| A. Voglsammer  | 1             | 0             | 0             | 0             | -                 | -                 | -                 | -                 | 1        | 0      | 0           | 0          |
| S. Zoller      | 7             | 0             | 0             | 0             | -                 | -                 | -                 | -                 | 7        | 0      | 0           | 0          |
| A. Fink        | 13            | 3             | 0             | 0             | 1                 | 0                 | 0                 | 0                 | 14       | 3      | 0           | 0          |
| N. Tarvajärvi  | 1             | 0             | 0             | 0             | -                 | -                 | -                 | -                 | 1        | 0      | 0           | 0          |